# Halbturn
Halbturn is een gemeente in de Oostenrijkse deelstaat Burgenland, gelegen in het district Neusiedl am See (ND). De gemeente heeft ongeveer 1900 inwoners.

## Geografie
Halbturn heeft een oppervlakte van 55,2 km². Het ligt in het uiterste oosten van het land.
Op drie kilometer voorbij het grensdorp liep de weg tot 1989 dood op een slagboom en een prikkeldraadversperring. Vlakbij stond op vijftig meter afstand een wachttoren met een gewapende Hongaarse grenswachter. Achter hoge struiken kon men het Hongaarse dorp Albèrtkázmérpuszta zien, dat op een honderdtal meters van de grens lag. De wachtposttoren stond op een westelijke grensland, dat met een grenspunt in Oostenrijk lag. Verderop waren de dorpen Üjszajdamajos en Frénmajos zichtbaar. Heden ten dage zijn deze zonder problemen vanuit Burgenland bereikbaar.
Andau · Apetlon · Bruckneudorf · Deutsch Jahrndorf · Edelstal · Frauenkirchen · Gattendorf · Gols · Halbturn · Illmitz · Jois · Kittsee · Mönchhof · Neudorf bei Parndorf · Neusiedl am See · Nickelsdorf · Pama · Pamhagen · Parndorf · Podersdorf am See · Potzneusiedl · Sankt Andrä am Zicksee · Tadten · Wallern im Burgenland · Weiden am See · Winden am See · Zurndorf
- Gemeinsame Normdatei: 4094545-5
- Library of Congress Control Number: n88004146
- Nationale Bibliotheek van Tsjechië: ge299389
- Nationale Bibliotheek van Israël: 987007565086305171
- Virtual International Authority File: 127942565
- WorldCat: E39PBJm99YjRdPqPcjRcTh4yVC